# 篠原まりあ
篠原 まりあ（しのはら まりあ、本名：篠原 真里亜（読み同じ）、 1996年11月17日- ）は、大分県玖珠郡出身の日本の女子プロゴルファーである。所属は大岡産業。

## 来歴
4歳から日本舞踊をしていたが、祖父母の影響で12歳からゴルフを始める。
沖学園中学校・高等学校に進学し、アマチュア時代の主な成績として2010年「全国中学校ゴルフ選手権大会」（夏季大会）の団体・個人共に優勝、2012年「日本女子アマチュアゴルフ選手権競技」ベスト8、2014年「長崎がんばらんば国体」（ゴルフ競技）団体優勝・個人優勝タイ（勝みなみと同スコア）等がある。
また高校時代の2014年前期にはJGAナショナルチーム入り、高校の同級生に三ヶ島かな（JLPGA90期）がいる。
高校卒業後の2015年、日本女子プロゴルフ協会（JLPGA）最終プロテストに進出し、18位タイで初挑戦で合格、LPGA87期生となる。同年ツアー外競技の「LPGA新人戦 加賀電子カップ」に優勝した。
2016年2月にニトリ所属、同年開幕戦より登録名を「篠原まりあ」にする。
2017年からは所属フリー。2018年までは目立った成績は残せないでいた。
QTランキング12位で迎えた2019年はその後「第1回リランキング」23位、「第2回リランキング」16位と年間を通して出場資格を与えられ、9月のJLPGAツアー公式戦「日本女子プロゴルフ選手権大会コニカミノルタ杯」で4位タイに入る等の成績を残す。最終的に賞金ランク46位となり、自身初のシード入りを果たす。
2020年シーズンより大岡産業所属となる。

## TV番組
- ゴルフサバイバル (BS日テレ)